# Banca della Giamaica
La Banca della Giamaica (in inglese: Bank of Jamaica), è la banca centrale di Giamaica. La sua funzione principale è quella di regolare il sistema bancario del Paese.

## Storia
La Banca di Giamaica, istituita con la legge del 1960, iniziò le sue attività nel maggio del 1961, ponendo fine al sistema di currency board in vigore dal 1939 e gestito dai Commissari Valutari Giamaicani. L'istituzione della Banca Centrale rispondeva all'esigenza di una struttura finanziaria adeguatamente regolamentata per promuovere il processo di sviluppo, soprattutto in un momento in cui la Giamaica si apprestava a intraprendere il cammino verso l'indipendenza politica.
Il ruolo della Banca Centrale è stato generalmente di natura reattiva, poiché l'istituzione ha dovuto affrontare diversi sviluppi nazionali e internazionali. Tuttavia, negli ultimi anni, l'attuazione della politica monetaria è stata caratterizzata da un atteggiamento più proattivo, con la Banca Centrale impegnata attivamente a promuovere un ambiente favorevole alla crescita economica e allo sviluppo. Di conseguenza, nel 1985 la Banca Centrale ha lanciato un programma di riforma finanziaria, il Financial Sector Reform Program (FSRP). Questa iniziativa mirava ad aumentare l'efficienza dell'intermediazione, incoraggiando le forze di mercato e rafforzando la capacità della Banca Centrale di attuare le politiche monetarie.

### Elenco dei Presidenti
Governatori della Banca della Giamaica dal 1960. George Arthur Brown è stato il primo governatore giamaicano nominato.
| Rango | Nome                  | Mandato       |
| ----- | --------------------- | ------------- |
| 1     | Stanley Waldon Payton | (1960 - 1964) |
| 2     | Richard T. P. Hall    | (1964 - 1967) |
| 3     | George Arthur Brown   | (1967 - 1977) |
| 4     | Herbert Walker        | (1977 - 1981) |
| 5     | Horace Barber         | (1983 - 1985) |
| 6     | Headley Brown         | (1985 - 1989) |
| 7     | George Arthur Brown   | (1989 - 1992) |
| 8     | Roderick Rainford     | (1992 - 1993) |
| 9     | Jacques Bussières     | (1993 - 1996) |
| 10    | Derick Latibeaudiere  | (1996 - 2009) |
| 11    | Brian Wynter          | (2009 - 2019) |
| 12    | Richard Byles         | (Dal 2019)    |